# Nico Vega
Nico Vega — американская рок-группа, образованная в 2005 году в Лос-Анджелесе, Калифорния, США. В её состав входят: Эйжа Волкман (Aja Volkman) (вокал), Рич Коехлер (Rich Koehler) (гитара), Даниэль Епанд (Dan Epand) (ударные) и Ямила Вивер (Jamila Weaver) (бас-гитара). Популярность группы резко возросла в 2009-м, после исполнения трёх своих песен на шоу «Last Call with Carson Daly».
Nico Vega самостоятельно выпустили несколько мини-альбомов и видеоклипов. Группа сумела привлечь внимание известного музыкального менеджера Дока Макхи (Doc McGhee). Они подписали контракт с MySpace Records, а вскоре записали свой первый полноценный альбом под названием «Nico Vega». Линда Перри выступила продюсером трёх песен альбома, а Тим Эдгар — всех остальных. Альбом был сведён Чадом Блэйком (Tchad Blake).
Пик активности группы пришёлся на 2009 год, когда Nico Vega гастролировали с лидером рок-группы «Bush» Гэвином Россдэйлом, группами Neon Trees, Manic Street Preachers и Shiny Toy Guns. В 2010-м гастролировали с The Soundtrack of Our Lives, Metric, Sweethead, Saint Motel и Imagine Dragons. В 2011-м — с She Wants Revenge и Blondie. В 2012-м — с Neon Trees. В 2013 году гастролировали с Imagine Dragons, Atlas Genius и Crash Kings. В октябре 2012-го их песня «Beast» была включена в трейлер компьютерной игры «BioShock Infinite», а в ноябре того же года — в трейлер к фильму «Джек Ричер» с Томом Крузом в главной роли.

## История
Эйжа Волкман начала писать песни ещё в школьные годы в городе Юджин, штат Орегон. Позже она переехала в Лос-Анджелес, где сольно исполняла свои песни. Эйжа надеялась образовать группу, что и произошло, когда Майкл Пенья предложил выступать ей вместе с ним и Ричем Коехлером. Группа назвала себя «Nico Vega» в честь матери Майкла. Однако, в 2007-м он покинул группу, чтобы продолжать сниматься в кино и наслаждаться отцовством. В то же время к группе присоединился Дэниэль Епанд в качестве барабанщика, став движущей силой их дальнейшего творчества.
В 2009 году группа выпустила свой первый полноценный альбом «Nico Vega» под лейблом MySpace Records. Тим Эдгар стал продюсером альбома, хоть группа и надеялась привлечь внимание Линды Перри. В конце концов Линда спродюсировала три песни из нового альбома: «So So Fresh», «Wooden Dolls» и «Gravity».
Второй студийный альбомом «We Are The Art» вышел весной 2013 года под лейблом Five Seven Music. Группа представила заглавный трек «We Are The Art» в октябре 2012-го. Даниэль Епанд, барабанщик группы, написал сценарий и срежиссировал клип к песне. В декабре того же года Nico Vega выпустили сингл «Easier» из предстоящего альбома.

## Участники

### Текущий состав
- Эйжа Волкман (Aja Volkman) — вокал (2005—наши дни)
- Рич Коехлер (Rich Koehler) — гитара (2005—наши дни)
- Даниэль Епанд (Dan Epand) — ударные (2007—наши дни)

### Бывшие участники
- Майкл Пенья (Michael Peña) — ударные (2005—2007)
- Ямила Вивер (Jamila Weaver) — бас-гитара (2012—2013)

## Дискография

### Студийные альбомы
- 2009 — Nico Vega
- 2013 — Lead to Light[8]

### Мини-альбомы
- 2006 — Chooseyourwordspoorly
- 2007 — Cocaine Cooked the Brain
- 2007 — No Child Left Behind
- 2011 — Nico Vega Covers Nico Vega and Rod Stewart
- 2013 — Fury Oh Fury[9]

### Синглы
- 2009 — «Beast»
- 2012 — «We Are the Art»
- 2014' — «I Believe»'

## Видеоклипы
| Год  | Песня            | Альбом          | Комментарий |
| ---- | ---------------- | --------------- | --- |
| 2009 | «Burn Burn»      | Nico Vega       | Выпущен режиссёрской группой SKINNY. Клип является отсылкой на картину Леонардо да Винчи Тайная вечеря.                                                        |
| 2010 | «Gravity»        | Nico Vega       | Снят Маркусом Дунстаном в Лос-Анджелесе. |
| 2010 | «So So Fresh»    | Nico Vega       | Снят в Лос-Анджелесе. |
| 2012 | «We Are The Art» | We Are the Art  | Первый клип на песню из предстоящего студийного альбома. Режиссёр — барабанщик группы Даниэль Епанд.                                                           |
| 2013 | «Beast»          | Fury Oh Fury EP | Песня стала саундтреком к фильму «Коллекционер». Также была использована в трейлерах к игре «BioShock Infinite» и к фильмам «Джек Ричер» и «Академия вампиров» |